# Päidla Ahvenjärv
Päidla Ahvenjärv (est. Ahvenjärv (Päidla Ahvenjärv)) – jezioro w Estonii,  w prowincji Valgamaa, w gminie Palupera. Należy do pojezierza Päidla (est. Päidla järved) na wschód od wsi Päidla. Ma powierzchnię 5,6 ha linię brzegową o długości 981 m, długość 370 m i szerokość 170 m. Sąsiaduje z jeziorami Näkijärv, Nõuni, Päidla Mõisajärv. Położone jest na terenie obszaru chronionego krajobrazu Otepää looduspark.